# Reflexion (Philosophie)
Reflexion bedeutet etwa prüfendes und vergleichendes Nachdenken. Dabei sind verschiedene Formen der Reflexion zu unterscheiden.
Es gibt zum einen die Selbstreflexion, also das Nachdenken über sich selbst bzw. das eigene Verhalten. Das zugehörige Verb ist reflektieren und steht für grübeln, durchdenken oder nachsinnen.
In der Philosophie gibt es seit dem 17. Jahrhundert darüber hinaus fachspezifische Verwendungen des Begriffs, die sich an diesem Begriff orientieren und unterschiedliche Aspekte hervorheben. Beispielsweise Reflexion über die Gesellschaftsverhältnisse oder über den Sprachgebrauch.
Im Zentrum steht dabei die Unterscheidung von auf äußere Objekte bezogenem Wahrnehmen und derjenigen geistigen Tätigkeit, die sich auf den Akt des Denkens und der Vorstellung selbst richtet (Abstraktion).

## Antike und neuzeitliche Grundlagen
Eine „Erkenntnis der Erkenntnis“ wird schon von Platon angesprochen (Charmides 171c), Aristoteles nennt das „Denken des Denkens“ im Zusammenhang einer Erörterung des Glücks, das für ihn aus der geistigen Tätigkeit überhaupt entsteht:
„wenn nun der wahrnimmt, der sieht, daß er sieht, und hört, daß er hört, und als Gehender wahrnimmt, daß er geht, und wenn es bei allem anderen ebenso eine Wahrnehmung davon gibt, daß wir tätig sind, so daß wir also wahrnehmen, daß wir wahrnehmen, und denken, daß wir denken: und daß wir wahrnehmen und denken, ist uns ein Zeichen, daß wir sind (…)“.
Schließlich wird die Rückwendung des Geistes auf sich, griechisch epistrophé, im Neuplatonismus, vor allem bei Proklos, zu einem zentralen Begriff. Im Mittelalter wurde epistrophé zunächst als reditio, Rückkehr, oder conversio, Umkehr übersetzt. Daneben verwendete Thomas von Aquin aber bereits reflexio.
Im Anschluss an Descartes’ Spiegel-Metaphern entstanden zahlreiche kontroverse Reflexionstheorien. Dennoch „dürfte die Definition von Leibniz La réflexion n'est autre chose qu'une attention à ce qui est en nous (dt.: „Die Reflexion ist nichts anderes als die Aufmerksamkeit auf das, was in uns ist.“) für die cartesianische Tradition bis Husserl als konsensfähig gegolten haben.“ Zu diesen Grundlagen entstanden Abgrenzungen, die „Reflexion“ zunehmend von einer hier vorherrschenden, psychologischen Vorstellung der Introspektion unterschieden.

## John Locke
Nachdem reflection im Englischen und réflexion im Französischen sich im 17. Jahrhundert als umgangssprachliche Begriffe eingebürgert hatten, wurde John Lockes Behandlung der Reflexion in seinem Versuch über den menschlichen Verstand (1690) maßgebend für die weiteren philosophischen Auseinandersetzungen darüber. Locke unterscheidet zwischen der Wahrnehmung äußerer Gegenstände und der Wahrnehmung der Vorgänge in unserer eigenen Seele wie „Wahrnehmen, Denken, Zweifeln, Glauben, Begründen, Wissen, Wollen“, samt den damit verbundenen Gefühlen der „Zufriedenheit oder Unzufriedenheit“:
„Indem wir uns deren bewusst sind und sie in uns betrachten, so empfängt unser Verstand dadurch ebenso bestimmte Vorstellungen, wie von den unsere Sinne erregenden Körpern. Diese Quelle von Vorstellungen hat Jeder ganz in sich selbst, und obgleich hier von keinem Sinn gesprochen werden kann, da sie mit äusserlichen Gegenständen nichts zu tun hat, so ist sie doch den Sinnen sehr ähnlich und könnte ganz richtig innerer Sinn genannt werden. Allein da ich jene Quelle schon Sinneswahrnehmung (sensation) nenne, so nenne ich diese: Selbstwahrnehmung (reflection) (…)“.
Unklar bleibt dabei, ob die Reflexion als von der äußeren Wahrnehmung abhängig oder als eigenständige Quelle der Erkenntnis gesehen werden soll, da Locke im Rückgriff auf Descartes, der freilich den Begriff Reflexion noch nicht verwendet, auch Letzteres behauptet.

## Der Reflexionsbegriff in der Aufklärung
Für Immanuel Kant und seine Transzendentalphilosophie war die Reflexion wesentliches Mittel der Erkenntnis, indem er die Rolle der damit verbundenen Begriffe und ihrer notwendigen Unterscheidung betonte, vgl. → Grundrelation, Kritizismus. Indem er diese Tätigkeiten auf das eigene Ich des Denkenden zurückführte, benannte er sie auch mit eigenen ›Reflexionsbegriffen‹, nämlich der Einerleiheit und Verschiedenheit, der Einstimmung und des Widerstreits, des Inneren und des Äußeren, der Materie und der Form (KrV B 316 ff.). Hierbei ist auch auf die Amphibolie der Reflexionsbegriffe hinzuweisen (KrV B 326).
Der Gedanke, dass die Reflexion einen Verlust der Unmittelbarkeit bedeute, findet sich erstmals bei François Fénelon und wurde vor allem von Jean-Jacques Rousseau propagiert: „Der Zustand der Reflexion ist gegen die Natur.“ Eine bekannt gewordene literarische Verarbeitung dieses Themas ist Heinrich von Kleists Über das Marionettentheater, wo es heißt:
„Wir sehen, daß in dem Maße, als in der organischen Welt die Reflexion dunkler und schwächer wird, die Grazie immer strahlender und herrschender hervortritt.“
Johann Gottfried Herder verwies darauf, dass die Reflexion auf Sprache angewiesen ist: nur sie erlaube es, in einem „Ocean von Empfindungen“ einzelne Momente festzuhalten, an denen der Verstand sich reflektieren könne. Da die Menschen dabei auf bereits früher Erreichtes zurückgriffen, das sie erweiterten und verbesserten, stellt sich für Herder die Geistesgeschichte schließlich als ein „überindividueller Reflexionszusammenhang“ dar.

## Kant und der deutsche Idealismus
Immanuel Kant setzt sich mit den Reflexionsbegriffen seiner Vorgänger in einem Anhang zur transzendentalen Analytik der Kritik der reinen Vernunft auseinander. Er spricht hier von der Amphibolie, d. h. der Zweideutigkeit dieser Reflexionsbegriffe, da sie entweder „von allen Bedingungen der Anschauung abstrahieren (…) so bleibt uns freilich im bloßen Begriffe nichts übrig, als das Innere überhaupt“ (B 339, 341); oder die Verstandesbegriffe würden ganz und gar „sensifiziert“, so dass man nur noch ihre Verschiedenheit und ihren Widerstreit feststellen könne. Ersteres sei der Fehler von Leibniz, Letzteres der von Locke (B 327). Er fordert deshalb eine transzendentale Reflexion, durch die überhaupt erst festgestellt werden müsse, ob Begriffe „als zum reinen Verstande oder zur sinnlichen Anschauung gehörend miteinander verglichen werden“ (B 317) – er nennt sie transzendental, denn sie mache „die subjektiven Bedingungen ausfindig, unter denen wir zu Begriffen gelangen können“, und habe es „nicht mit den Gegenständen selbst zu tun“, von denen die Begriffe gewonnen werden sollen (B 316).
Johann Gottlieb Fichte unterscheidet in seiner Wissenschaftslehre von 1794 zwischen „Reflexion“ und „Streben“ als den beiden grundlegenden Tätigkeiten des „absoluten Ich“. Sie bewirken auf einer ersten Stufe die „Ichheit“ als eine „in sich selbst zurückgehende, sich selbst bestimmende Tätigkeit“. Durch weitere „freie Reflexion“ werde das dabei zunächst noch Verbundene getrennt und „in eine neue Form, die Form des Wissens oder des Bewußtseins aufgenommen“ womit Reflexion zum „für sich Seyn des Wissens“ wird, das sich aber seinen Grund, nämlich seine Freiheit und Einheit, nie restlos vergegenwärtigen könne. Das „wesentliche Grundgesetz der Reflexion“ sei, dass das Wissen immer die Form eines „das und das“ behält, was dazu führe, dass die „Reflexion auf Reflexion“ auch immer wieder „die Welt in einer neuen Gestalt“ erscheinen lässt. Der Zusammenhang der Reflexion mit der Unmittelbarkeit sei in der Liebe zugänglich, die für Fichte bestimmt ist als die „in Gott sich selbst rein vernichtende Reflexion“.
Für Friedrich Wilhelm Joseph Schelling ist die „Sphäre der Reflexion und Entzweiung“ charakteristisch für den Menschen, bedeutet jedoch zugleich „eine Geisteskrankheit“. Da diese jedoch vor allem durch das Christentum als „Entzweiung des Unendlichen und Endlichen“ das moderne Bewusstsein bestimme, müsse sie abgehandelt werden. Das unternimmt Schelling im System des transcendentalen Idealismus (1800), worin der „freien Reflexion“ die Aufgabe zukommt, das Ich als dem bloßen Organismus gegenüberstehend zum Bewusstsein seiner selbst zu bringen. Die Reflexion ist dabei „analytisch“, bezieht sich aber auf eine vorausliegende „synthetische Anschauung“, in der Anschauendes und Angeschautes identisch sind.
Schelling kritisiert an Fichte, dass dieser mit seiner Setzung des Ich durch das Ich „nie aus dem Kreis des Bewußtseins hinaus“ zu den selbständig gegebenen Objekten der Natur gelange, es ist aber schwer, ihm selbst diesen Vorwurf zu ersparen.
Georg Wilhelm Friedrich Hegel bestimmt in einem Aufsatz von 1802 die neuere Philosophie insgesamt als „Reflexions-Philosophie der Subjektivität“ kritisiert aber, dass bei seinen Vorgängern stets die Trennung zwischen dem endlichen Bewusstsein und einem inhaltsleeren Absoluten bestehen bleibe. Seine eigene Auffassung der Reflexion entwickelte er in der Wissenschaft der Logik (1812–1816) und in der Enzyklopädie der philosophischen Wissenschaften (ab 1816).
Hegel unterscheidet zwischen dem „Sein“ als reiner Unmittelbarkeit und dem „Wesen“, dessen „eigene Bestimmung“ die Reflexion sei. Die Reflexion „setzt“ die Identität des Wesens, dabei setzt sie das Sein einerseits voraus, „setzt“ es aber gleichzeitig selbst. Zur „setzenden Reflexion“ kommt deshalb eine „äußere“ Reflexion, die das gesetzte Sein, eben weil es von der Reflexion gesetzt ist, negiert, womit sie „das Aufheben dieses ihres Setzens“ ist und „im Negiren das Negiren dieses ihres Negirens“ betreibt. Schließlich ergibt die „bestimmende Reflexion“, dass setzende und äußere Reflexion eins sind, weil Letztere nichts ist als die „immanente Reflexion der Unmittelbarkeit selbst“. Daraus ergeben sich als „Reflexions-Bestimmungen“ Identität, Unterschied und Widerspruch, wobei die Reflexion an Letzterem „zu Grunde“ geht, im Doppelsinn des Ausdrucks. Die „unendliche Reflexion“ führt vom „Wesen“, das den Charakter einer „Substanz“ habe, zum rein subjektiven „Begriff“ als der dritten Entfaltungsstufe von Hegels Logik. In der Sphäre des Begriffs „artikuliert“ die Reflexion, die bis dahin nur die „Bewegung“ vom Sein zum Wesen ausgemacht hatte, sich selbst als Urteil und Schluss.
Von dieser „Reflexion überhaupt“ unterscheidet Hegel die „Reflexion des Bewußtseins“, die er in der Phänomenologie des Geistes (1806) entfaltet habe, und die „bestimmtere Reflexion des Verstandes“, die die Gegebenheiten der Anschauung unter verschiedenen Gesichtspunkten erörtere. Innerhalb des Gesamtprozesses seiner Philosophie, der das Zusichkommen des Absoluten beschreibt, identifiziert er das Sein und Bewusstsein des einzelnen Menschen auch als „Stufe der Reflexion“.

## Phänomenologie und Existentialismus
Nach Hegel führte Jakob Friedrich Fries die Reflexion einerseits auf „unmittelbare Vernunfterkenntnis“ zurück, andererseits bestimmte er sie empirisch als Vermögen „innerer Selbstbeobachtung“. In der Folge verstärkten sich Tendenzen einer „psychologistischen“ Herangehensweise, bei der die Reflexion selbst als empirischer Gegenstand behandelt wurde. Franz Brentano hob demgegenüber darauf ab, dass die „innere Wahrnehmung … nie innere Beobachtung werden kann“, sondern die Beobachtungen lediglich begleite. Auf diese Einsicht baute die Phänomenologie Edmund Husserls auf:
Husserl sieht in der Reflexion die „Bewußtseinsmethode für die Erkenntnis von Bewusstsein überhaupt“. Da für ihn nur die Bewusstseinsinhalte Gegenstand einer streng wissenschaftlichen Philosophie sein können, kommt ihr somit eine „universelle methodologische Funktion“ zu. Er formuliert eine Stufenordnung der Reflexionen, denn die „Reflexionen sind abermals Erlebnisse und können als solche Substrate neuer Reflexionen werden, und so in infinitum“, wobei der jeweils vorher erlebte Sachverhalt in der „Retention“ erfasst wird. Zuletzt werde so das „reine Ich“ vergegenwärtigt.
Von den phänomenologischen und existentialistischen Nachfolgern Husserls wurde diese „Reduktion auf reine Subjektivität“ kritisiert. Merleau-Ponty verwies darauf, dass zum einen bei dieser Herangehensweise die Welt derart auf das Ich hin durchsichtig werde, dass nicht nachvollziehbar sei, warum Husserl überhaupt den Umweg über sie nehme; zum anderen stoße die Reflexion stets auf eine präreflexive „Undurchdringlichkeit“ (opacité) der Welt. Die Reflexion müsse ihre Möglichkeiten angesichts dieser Undurchdringlichkeit prüfen und entwickeln:
„was gegeben ist, ist weder das Bewußtsein noch ein reines Sein, sondern, wie Kant selbst es tiefsinnig ausgesprochen hat, die Erfahrung, m. a. W. die Kommunikation eines endlichen Subjekts mit einem undurchdringlichen Sein, aus dem es emportaucht, worin es aber gleichwohl engagiert bleibt.“
Daraus ergibt sich: „Nie vermag die Reflexion sich selbst über alle Situation zu erheben (…) stets ist auch sie selbst sich selbst erfahrungsmäßig gegeben – in einem Kantischen Sinne des Wortes Erfahrung: sie entspringt, ohne selbst zu wissen, woher, sie gibt sich mir als naturgegeben.“
Jean-Paul Sartre beschreibt in Das Sein und das Nichts das Scheitern der Reflexion bei ihrem „doppelten gleichzeitigen Bemühen um Objektivierung und Verinnerlichung“.
„Die Reflexion bleibt eine permanente Möglichkeit des Für-sich als Versuch einer Übernahme von Sein. Durch die Reflexion versucht das Für-sich, das sich außerhalb seiner verliert, sich in seinem Sein zu verinnern (…)“
Doch „kann die Rückwendung des Seins zu sich nur eine Distanz erscheinen lassen zwischen dem, was sich zurückwendet, und dem, zu dem die Rückwendung geschieht“ – eine Spaltung, die „das Nichts, das das Bewußtsein von sich trennt, nur noch tiefer und unüberwindlicher werden“ lässt.
Sartre unterscheidet insgesamt drei „Nichtungsprozesse“: als Erstes die Nichtung des „Für-sich“, das sich „draußen“ verliert, „beim An-sich und in den drei zeitlichen Ek-stasen“ Vergangenheit, Gegenwart und Zukunft; zweitens diejenige beim Versuch, sich daraufhin wiederzuerlangen, wie eben beschrieben; drittens schließlich die Nichtung durch das „Für-Andere-Sein“, das Sartre als „unreine“ oder „mitschuldige Reflexion“ bezeichnet, weil sie das unmögliche Ziel verfolge, „zugleich Anderes zu sein und es selbst zu bleiben“.
Karl Jaspers nennt unter Bezug auf Kierkegaard die „existentielle Selbstreflexion“ „ein mir nirgends sich schließendes Medium“. Einerseits „suche ich mich“ darin „als hervorgehend aus meinem Urteil über mich“, ein prinzipiell unabschließbarer Prozess, andererseits lege ich zwar fortdauernd neue Möglichkeiten frei, laufe dabei aber Gefahr, „jeden Anfang meiner Wirklichkeit“ zu zerstören. „Existenz kann erst in der steten Gefahr der Endlosigkeit ihrer Reflexion“, in der sie „die grenzenlose Offenheit wagt, zu sich kommen.“
Martin Heidegger setzt sich mit dem Reflexionsbegriff in Kants These über das Sein (1962) auseinander. Kants transzendentale Reflexion sei „Reflexion auf das Ortsnetz im Ort des Seins“, wobei das Denken „einmal als Reflexion und dann als Reflexion der Reflexion“ im Spiel sei. Erstere gebe „den Horizont“ vor, in dem „dergleichen wie Gesetztheit, Gegenständigkeit erblickt werden kann“, Letztere „das Verfahren, wodurch (…) das im Horizont der Gesetztheit erblickte Sein ausgelegt wird“. Heidegger zufolge handelt es sich um eine Zweiteilung, die für „die ganze Geschichte des abendländischen Denkens“ grundlegend ist.
Paul Ricœur bezieht sich auf Fichte und dessen Rezeption in der französischen Philosophie, wenn er die Reflexion als „Wiederaneignung unseres Strebens nach Existenz“ beschreibt. Von der cartesischen Bewusstseinsphilosophie unterscheide die Reflexionsphilosophie, dass in ihr das Ich „weder in einer psychologischen Evidenz, noch in einer intellektuellen Intuition“ gegeben sei:
die Reflexion ist das Bestreben, das Ego des ‚Ego cogito’ im Spiegel seiner Objekte, seiner Werke und schließlich seiner Handlungen zurückzuerobern.

## Kommunikationstheorien und Sprachphilosophie
Im 20. Jahrhundert wurden die Fragen nach Reflexion und Reflexivität neu aufgeworfen durch den prägenden Einfluss von Wissenschaftsphilosophie bzw. Sprachphilosophie, Linguistik und Strukturalismus. Besonders ausgeprägt sind sie in der postanalytischen Philosophie (in deren Versuch der Reintegration von Empirie und Reflexionssemantik) sowie auch in den Kommunikationstheorien insbesondere der Diskurs- und Systemtheorien. In jenem Kommunikations-Paradigma schlägt sich die neue Thematisierung auch im Einflussbereich von Martin Heidegger (1889–1976) und Hans-Georg Gadamer (1900–2002) nieder.
In der Analyse von Herbert Schnädelbach ist Reflexion traditionell das Denken des Denkens, das allgemein als Philosophie und heute genauer genommen als methodisch-rationale Philosophie nützlich und systematisierbar sei. Die methodische Systematisierung von ‚Reflexion’ erlaube es, das voranalytische, mentalistische Verständnis von Reflexion in den an Jürgen Habermas und Karl-Otto Apel anschließenden Diskurstheorien wie auch in den sprach- bzw. postanalytischen Philosophien zu transformieren und dort kritisch auszudifferenzieren. Die Idee der Spiegelung wird aufgegeben. Das Verhältnis von Reflexion und Methode formuliert Schnädelbach zu Beginn seines Hauptwerks Reflexion und Diskurs (1977):
„Wer über philosophische Methodenfragen redet, setzt sich dem Verdacht aus, über die Philosophie zu reden statt zu philosophieren.  Gehört aber die Diskussion über Methodenfragen zur Philosophie, kann man offenbar nur philosophierend über die Philosophie reden, und man muß es tun, wenn man in der Philosophie Methodenfragen für relevant hält. […] Eine solche Selbstthematisierung von Thematisierungsweisen nennt die philosophische Tradition (in einer optischen Metapher) Reflexion, und sie expliziert dies vor allem in der Neuzeit – grob gesprochen: von Descartes bis Husserl – in mentalistischen Termini: als Denken des Denkens, Erkennen des Erkennens, Bewußtsein des Bewußtseins usf. Sie verknüpft das so Explizierte mit der Aufgabe einer philosophischen Begründung der Philosophie, die ihrerseits Wissenschaft und Moral begründen soll. Reflexion wird damit zum Medium der Selbst-begründung der Philosophie, d. h. des Lösungsverfahrens eines Problems, das selbst reflexiv strukturiert ist. >Reflexion< ist darum der wichtigste Methodenbegriff der neueren Philosophie.“
Hierbei gehe Reflexion als Begründung – im Sinne von Geltungsgründen der Praktischen Philosophie – über Reflexion als Selbstbeobachtung hinaus (dies stellt eine Abgrenzung zu empiristischen und systemtheoretischen Theorien dar). Als ein Drittes ist in der Schnädelbachschen Reflexionstheorie die Reflexion als Begriffsklärung zu unterscheiden (analog zu seiner analytischen Trennung von normativen, deskriptiven und explikativen Diskursen). In Bezug auf Reflexion als Begründung von Handlungen betont Jürgen Habermas in der Vorlesungsreihe Der philosophische Diskurs der Moderne (1983/84) die kommunikative Verankerung der Reflexion:
„Freilich ist ‚Reflexion’ nicht mehr eine Sache des Erkenntnissubjekts, das sich objektivierend auf sich bezieht. An die Stelle dieser vorsprachlich-einsamen Reflexion tritt die ins kommunikative Handeln eingebaute Schichtung von Diskurs und Handeln.“
In der Systemtheorie Niklas Luhmanns bezeichnet Reflexion eine bestimmte Form der Selbstreferenz sozialer Systeme, und zwar die, bei der das System seinen Operationen die Differenz von System und Umwelt zugrunde legt. Die Selbstreferenz dient der autopoietischen Reproduktion, d. h. der Reproduktion des Systems aus sich selbst heraus; die Orientierung an der Differenz von System und Umwelt erlaubt es dem System, Konditionierungen durch die Umwelt selbst zu wählen, was relevant werden kann, wenn das System als solches in Frage gestellt wird. Luhmann formuliert, auch in Hinblick auf psychische Systeme (mit Verweis auf Jurgen Ruesch/Gregory Bateson für unbestrittene Standards von psychiatrischen Theorien):
„Jede Analyse der Selbstbeschreibung oder, in klassischer Terminologie, von „Reflexion“ wird davon ausgehen müssen, dass das System für sich selbst operativ unerreichbar und damit auch für die eigenen Operationen intransparent bleibt. […] Hier mag der Grund dafür liegen, dass die klassischen Theorien der Selbstreflexion, sei es des Bewusstseins, sei es des „Geistes“, mit dem Schema bestimmt/unbestimmt arbeiten. […] In Hegels Theorie wird dies zu einem Problem durch Dialektik disziplinierter Übergänge.“
Reflexionstheorien arbeiten in unterschiedlichen Weisen und Lösungsansätzen mit dem Paradox eines blinden Flecks in jeder Beobachtung, des Kantischen Absehens von sich selbst, des Unterstellens bei Martin Heidegger, des bereits in-der-Sprache-seins bei Hans-Georg Gadamer oder des Dekonstruktionstheorems von Jacques Derrida; um nicht zuletzt auch das, was sich nicht bezeichnen lässt, zumindest als „unbestimmt“ zu erfassen. Im Anschluss an Hegel, welcher hierzu nach wie vor am ausführlichsten gearbeitet hat, war Theodor Adorno zur Ausarbeitung einer negativen Dialektik veranlasst. Reflexion ist in dieser Theorielage der gedanklich verlaufende Rückbezug auf das, was das Denken im Denken denken und nicht denken kann (bzw. auf das, was die Gespräche und sonstige Kommunikationen in der Kommunikation kommunizieren und nicht kommunizieren können).